# Hednota tenuilineata
Hednota tenuilineata là một loài bướm đêm trong họ Crambidae.